# Любомир-Михайло Лаврівський
Любомир-Михайло Лаврівський (англ. Michael Lawriwsky; 7 березня  1952, Бармера, Південна Австралія) — австралійський економіст, письменник та активний громадський діяч української діаспори в Австралії. Спеціалізується на питаннях індустріальної економіки, фінансового менеджменту та теорії бухгалтерії.

## Біографія
Любомир-Михайло Лаврівський народився у містечку Бармера Південна Австралія, за 220 кілометрів на північний схід від столиці штату Аделаїди, у сім'ї українських іммігрантів Михайла (Michael) та Софії (Zofia) Лаврівських (до шлюбу Малиняк).
Його батьки походять із північної Лемківщині, що нині належить Польщі, батько із села Довжиця, а мати із сусіднього села Лопінка, яке було знищене під час операції «Вісла». У другій половині 1940-х років влада комуністичної Польщі проводила політику етнічних чисток проти українського населення. Тому в 1946 році тікаючи від терору розгорнутому польськими збройними силами, за підтримки військ НКВД, Михайло та Софія опиняються спочатку у Чехословаччині, а далі, у 1948 році, через Німеччину прямують до Австралії, де й укладають офіційний шлюб. На момент народження первістка Любомира-Михайла, у 1952 році сім'я жила в Південній Австралії, де Михайло працював електриком.
Заради отримання Любомиром кращої освіти сім'я переїжджає до столиці штату Аделаїди у 1956 році. Тут батько вирішив започаткувати свій власний бізнес, придбавши гастроном, а згодом на його місці відкрив супермаркет. В Аделаїді Любомир навчався, як у загальноосвітній, так і в суботній українській школах.
У 1974 році Любомир-Михайло успішно закінчує Університет Аделаїди, незадовго після його одруження з Марією-Ярославою Волинець у 1973. Молоде подружжя подається жити до Мельбурна у 1978 році.
Лаврівський здобуває ступінь доктора філософії у 1982 році, захистивши дисертацію «Керівники та ринки (Managers and Markets)». У Мельбурні Любомир працює викладачем в Університеті Ла Троб, з 1989 року на посаді професора. Також працював дослідником в Університеті Ворика, Велика Британія. У 1990 році читав лекції в Міжнародному інституті менеджменту в Києві.
З 1991 року, Любомир-Михайло Лаврівський працює у провідних комерційних компаніях, продовжуючи читати лекції по економіці на запрошення. Зокрема, обіймав посаду директора корпоративних фінансів в Australia and New Zealand Banking Group (ANZ) та був директором PricewaterhouseCoopers Австралія. В ANZ, він спеціалізувався на питаннях регульованої приватизації державної інфраструктури в енергетиці, транспорті (зокрема Qantas) та в азартних іграх (Tabcorp Holdings).
У 1997 році міністр промисловості Австралії призначає Лаврівського на посаду заступника голови з оцінки ділових програм (Mortimer Review).
З 1997—2007, Любомир-Михайло працював членом правління австралійської державної комісії з міжнародних повітряних перевезень, яка є відповідальною за розподіл прав на міжнародні авіаційні маршрути.
З 2011, є членом ради директорів фінансового комітету мельбурнського храму пам'яті австралійським воякам, а згодом став головою цього комітету.
З 2013, Лаврівський працює виконавчим директором компанії Incenta Economic Consulting, що надає фінансові консультації.

## Громадська діяльність української діаспори

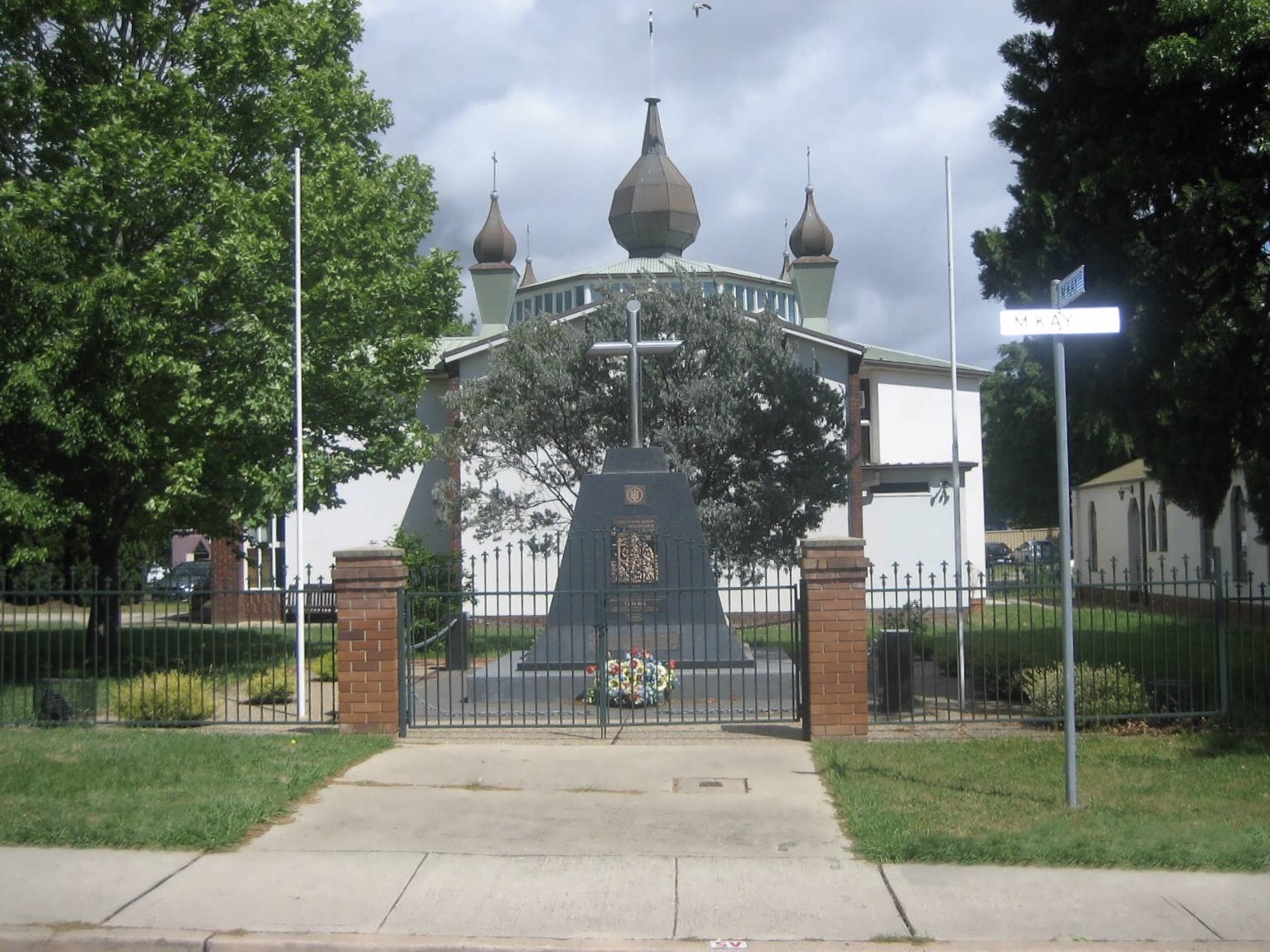
Пам'ятник жертвам Голодомору в Канберрі на території Українського Православного Центру на честь 1000-ліття Хрещення України

Референт по зовнішнім зв'язкам української громади Вікторії з 1982, та Союзу Українських Організацій в Австралії з 1984 року. З 1982—1990 заснував і видавав журнал «Австралійський український огляд (Australian Ukrainian review)», який безкоштовно надсилався діячам австралійського політичного і культурного життя, та альманах «Українське життя в Австралії».
Лобіював першу промову у федеральному парламенті на тему Голодомору, зроблену сенатором Аланом Міссеном.
У 1983 році був одним з організатором відкриття кафедри української мови в Університеті Монаша, Мельбурн,  та протягом 10 років голової її опікунської ради.
Організатор турне по Австралії 1985 року, виконавчого директора комісії США з питань Голодомору в Україні Джеймса Мейса.
Любомир-Михайло також зіграв ключову роль у сприянні відкриття пам'ятника жертвам Голодомору в Канберрі в 1985 році Джоном Говардом.
Лаврівський організував дві великі конференції: «Українці в багатокультурній Австралії (Ukrainians in a Multicultural Australia)», 1985, та «Російський імперіалізм і Радянський Союз (Russian Imperialism and the Soviet Union)», 1988, на якій ключовим доповідачем був британський історик Роберт Конквест.
У 1988 році організував розповсюдив серію навчальних матеріалів на тему тисячоліття християнства в Україні.
Є членом-кореспондентом Наукового товариства імені Шевченка, публікує статті на українські теми в австралійських виданнях The Age, The Advertiser та Quadrant, бере участь у програмах радіо SBS та ABC, зокрема презентував огляд книги Роберта Конквеста про Голодомор в Україні, «Жнива скорботи: радянська колективізація і голодомор».

## Основні наукові праці
- 1978, Власність та контроль австралійських корпорацій (Ownership and Control of Australian Corporations).
- 1984, Корпоративна структура та продуктивність: роль власників, керівників та ринків (Corporate Structure & Performance: The Role of Owners, Managers, and Markets).
- 1997, Процес розвитку: бізнес-програми для інвестицій, інновацій та експорту (Going for Growth: Business programs for investment, innovation and export).

## Літературні твори
- «Міцний Джека[en]» (Hard Jacka), ISBN 9781742786988
- «Повернення легенди Галліполі» (Return Of The Gallipoli Legend), ISBN 9781742786971